# Phare de Watts Island
Le phare de Tangier Sound (en anglais : Tangier Sound Light),  était un phare offshore situé au sud de Tangier Island dans la baie de Chesapeake du comté d'Accomack en Virginie.

## Historique
L'île sur laquelle se trouvait ce phare s'appelait à l'origine Little Watts Island, mais en 1867, on parlait de ce phare comme s'il s'agissait d'une île beaucoup plus grande, située à peu de distance au nord. Il a été construit en 1833 par John Donahoo et est le seul de ses treize lumières à l'extérieur du Maryland.
L'île fut en proie à l'érosion et, en 1923, une grosse partie de l'île avait disparu. Cette année-là, le feu a été automatisé et toute l'île de Little Watts, y compris la maison du gardien, a été vendue à un responsable des assurances à Baltimore, à l'exception d'un terrain entourant le phare. Après l’automatisation de la lumière, Charles Hardenberg, avocat issu d’une famille respectée de Jersey City, dans le New Jersey, s’installa dans la maison du gardien abandonné après que son frère, un médecin, eut acheté Little Watts. Il s'installa à Watts Island, au milieu de la baie de Chesapeake, en 1910, pariant qu'il ne pourrait y rester seul pendant dix ans, mais il aurait vécu comme un ermite sur les îles jusqu'à sa mort, près de 30 ans plus tard, en 1937.
En 1944, une tempête hivernale a détruit la maison et la tour. Aujourd'hui, même l'île a disparu. Le lieu est maintenant indiqué comme "Watts Island Rocks" et n’est marqué que par une lumière posée sur les ruines de l'ancien phare .
Identifiant : ARLHS : USA-873 ; Admiralty : J1714.2 . NGA : 2-22115 .

### Lien connexe
- Liste des phares en Virginie